# 萩病院
萩病院（はぎびょういん）は、医療法人水の木会が山口県萩市大字堀内に設置する精神科病院である。

## 診療科
- 精神科[1]
- 神経内科[1]
- 心療内科[1]
- 内科[1]

## 医療機関の認定
- 保険医療機関[1]
- 指定自立支援医療機関(精神通院医療)[1]
- 精神保健及び精神障害者福祉に関する法律(昭和25年法律第123号)に基づく指定病院又は応急入院指定病院[1]
- 精神保健指定医の配置されている医療機関[1]
- 生活保護法指定医療機関(中国残留邦人等の円滑な帰国の促進並びに永住帰国した中国残留邦人等及び特定配偶者の自立の支援に関する法律(平成6年法律第30号)に基づく指定医療機関を含む。)[1]
- 難病の患者に対する医療等に関する法律(平成26年法律第50号)に基づく指定医療機関[1]

## 交通アクセス
- JR山陰本線「萩駅」よりタクシーにて10分[2]
- JR山陰本線「東萩駅」よりタクシーにて10分[2]
- JR山陰本線「玉江駅」よりタクシーにて5分[2]
- 萩循環まぁーるバス西回りコース乗車「萩博物館前」停留所より徒歩3分[2]

## 周辺
- 萩博物館
- 高杉晋作誕生地

## 系列病院（医療法人水の木会）
- 下関病院（下関市富任町）